# Jacques Foucherot
Jacques Foucherot, né le 5 février 1746 à Dijon et mort le 16 septembre 1813 à Tonnerre, est un architecte, ingénieur et archéologue français. Au service du comte de Choiseul-Gouffier, il fit plusieurs séjours en Grèce avec celui-ci ou avec Louis-François-Sébastien Fauvel.
Il fut ensuite ingénieur dans l'Yonne où il participa à la construction du canal de Bourgogne. Il a donné son nom à un type de maison éclusière, dit « type Foucherot ».

## Biographie
Jacques Foucherot commença sa formation auprès de l'ingénieur de Bourgogne Pierre-Joseph Antoine. Avec celui-ci, il travailla sur un plan de Dijon publié en 1774.
En 1772, il entra à l'Académie royale d'architecture où il fut l'élève de Antoine-René Mauduit. En 1775, il obtint un prix d'émulation pour la décoration d'un poêle. La même année, il entra à l'École des ponts et chaussées où il obtint à nouveau des prix (1778, 1780, 1782 et 1784).
En 1776-1777, il accompagna le comte de Choiseul-Gouffier lors de son Grand Tour en Orient. Foucherot fut chargé des relevés et dessins des monuments (Santorin, Naxos, Patmos, Telmessos, Stratonicée, Milas, Euromos, Halicarnasse et Éphèse),. De retour en France, il reprit ses études. Il repartit en Grèce en 1780, toujours pour Choiseul-Gouffier, pour compléter le Voyage pittoresque de la Grèce de ce dernier qui lui adjoignit le peintre Fauvel,.
L'itinéraire de Foucherot et Fauvel est connu grâce au journal de Foucherot. Ils quittèrent Paris le 2 mai 1780. Ils gagnèrent l'Italie par le Simplon. Par Milan et Padoue, ils arrivèrent à Venise en mai 1780. Ils s'y embarquèrent pour les îles Ioniennes, qui appartenaient alors à la république de Venise. Ils en explorèrent les ruines antiques, but de leur mission. Après un incident avec des pirates, ils abordèrent à Prévéza (alors vénitienne) et visitèrent les ruines de Nicopolis le 31 août. Ils entrèrent ensuite dans l'Empire ottoman et gagnèrent le Péloponnèse par Arta, Missolonghi, Lépante et Patras,. Ils seraient passés par Delphes. Ils ne purent explorer le sanctuaire à cause de difficultés avec les autorités : ils auraient été emprisonnés temporairement.
Dans le nord de la péninsule, ils travaillèrent sur les ruines mycéniennes et sont considérés comme les premiers à avoir dessiné Mycènes, Tyrinthe ou Argos, mais aussi le temple de Némée. Ils parcoururent le sud du Péloponnèse, par Sparte et Navarin. Ils ne purent trouver le temple d'Apollon à Bassae et ne relevèrent rien à Olympie alors très enfouie,,. Les sources divergent pour la fin de cette partie du voyage. Selon Ph.-E. Legrand (1897), ils seraient passés par Nauplie à la fin du mois de décembre 1780 (selon une lettre du consul français dans cette ville), en route pour Corinthe et finalement Athènes qu'ils atteignirent le 1er février 1781. Fauvel souffrait alors d'une fièvre. Selon P. Pinon (2007), ils auraient été à Corinthe dès le 18 novembre 1780 et à Athènes le 21 du même mois. Le consul français Gaspari leur aurait obtenu une autorisation de visiter l'Acropole le 1er février 1781.
À Athènes, Foucherot et Fauvel furent autorisés à pénétrer sur l'Acropole, alors forteresse militaire ottomane. Propylées, Parthénon et Érechthéion furent explorés pour vérifier ou corriger les travaux des voyageurs précédents,. Ils poursuivirent leur œuvre à travers l'Attique, en relevant par exemple le plan d'Éleusis.
Ensuite, les sources divergent à nouveau. Selon Legrand, le 13 juin 1781, ils annoncèrent que leur travail était achevé et qu'ils repartaient en France. Ils s'embarquèrent bien au Pirée, mais visitèrent les îles Saroniques, l'isthme de Corinthe où ils repérèrent l'amorce du canal antique. Ils allèrent jusqu'à Épidaure. Ils remontèrent ensuite vers le nord lors d'une nouvelle excursion : Béotie et Thermopyles, jusqu'à Salonique puisque Fauvel a réalisé trois dessins de l'Arc de Galère. Selon Pinon, en mai 1781, le roi d'Angleterre George III, malgré l'état de guerre entre la France et la Grande-Bretagne leur permit de voyager sans crainte des navires britanniques. Ils embarquèrent donc pour Salonique le 13 juin. Là, Foucherot dessina « l'ancienne métropole ».
Finalement, le 10 (Pinon) ou le 26 (Legrand) juin 1782, Foucherot et Fauvel embarquèrent à Nauplie sur la frégate royale Sultane. Ce privilège leur avait été accordé en raison de leur « précieux travail » archéologique. Ils arrivèrent en France fin septembre 1782,.

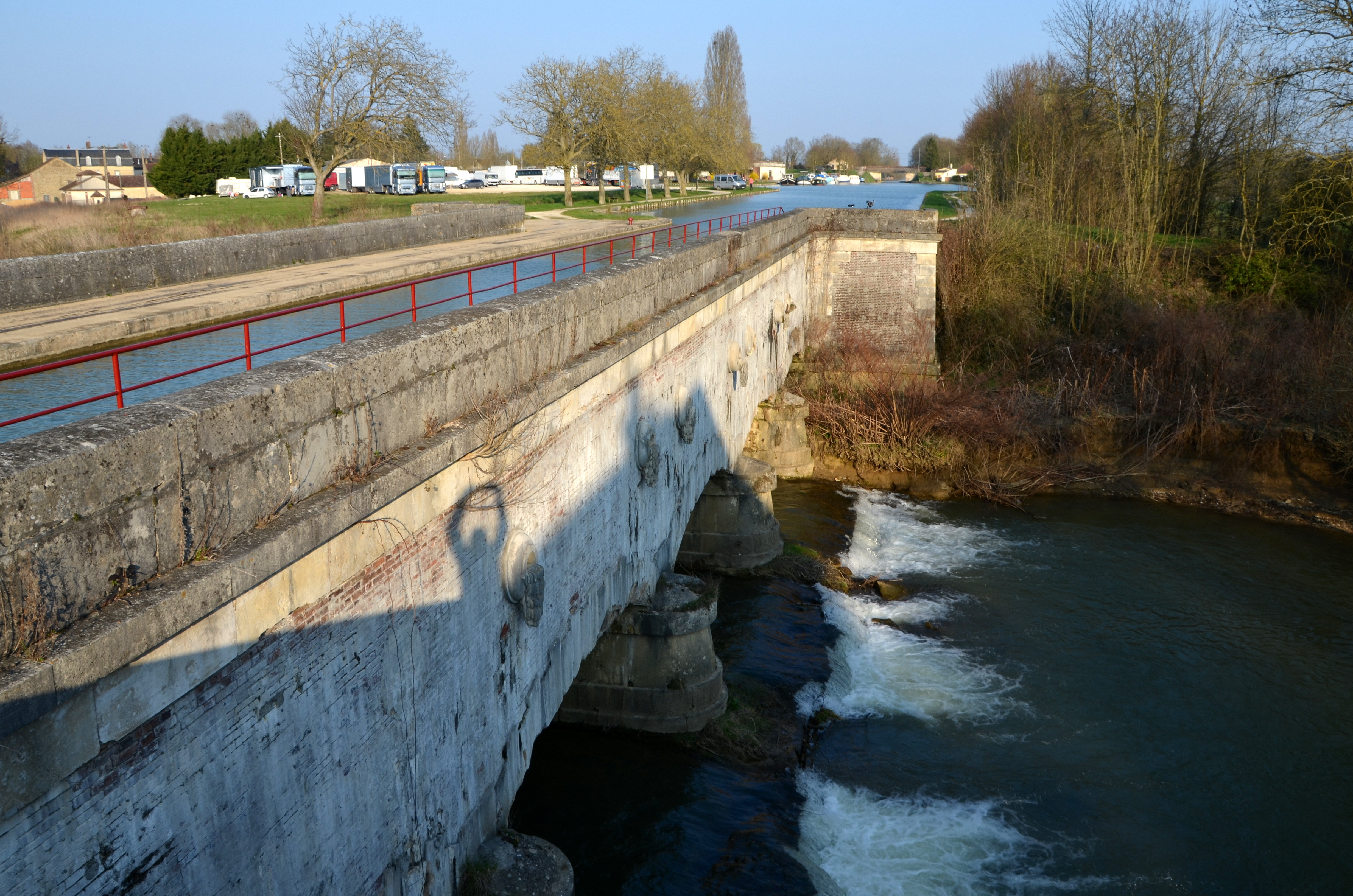
Pont-canal de Saint-Florentin.

De 1783 à 1793, Jacques Foucherot fut sous-ingénieur en poste à Melun. Cette année-là, il obtint d'être muté à Tonnerre pour retourner dans sa région natale. En 1800, Jacques-Louis David lui commanda un projet pour une colonne à la gloire des armées françaises. À partir de 1808, il dirigea les travaux de la partie icaunaise du canal de Bourgogne. En 1809, il devint ingénieur de 2e classe, puis en 1812 de 1re classe, toujours à Tonnerre. En 1810-1811, il réalisa le pont-canal de Saint-Florentin et celui du Boutoir, ainsi que des écluses. Il a donné son nom à un type de maison de garde d'écluse, le "type Foucherot".
En 1787, il obtint un congé pour mettre en forme les dessins et cartes réalisés lors de ses voyages. Ceux-ci furent utilisés par Jean-Denis Barbié du Bocage pour son Atlas du Voyage du jeune Anacharsis en Grèce (Voyage du jeune Anacharsis en Grèce de l'abbé Barthélemy) et pour les cartes de Constantinople et du Bosphore publiées avec François Kauffer. Lorsque Choiseul-Gouffier émigra en Russie en 1793, Jacques Foucherot conserva une partie de la collection de son ancien patron, qui lui devait encore des gages en 1800. Le 18 février 1796, il fut élu « membre associé non résidant » de l'Institut de France (classe d'architecture). Cependant, il prépara longuement son propre récit de voyage en Grèce, mais ne le publia jamais. La quasi-totalité de ses dessins personnels réalisés en Orient a été perdue.